# Лакомб, Луи
Луи Бруйон Лакомб (фр. Louis Brouillon Lacombe; 26 ноября 1818, Бурж — 30 сентября 1884) — французский пианист и композитор.

## Биография
Луи Бруйон Лакомб родился 26 ноября 1818 года в Бурже. В 1829—1831 гг. учился в Парижской консерватории у Жозефа Циммермана. Уже на следующий год предпринял первое гастрольное турне, приведшее его в Вену, где Лакомб стал совершенствовать своё исполнительское мастерство под руководством Карла Черни, изучал гармонию и контрапункт у Симона Зехтера и Игнаца Зайфрида. К этому же времени относятся его первые собственные композиции.

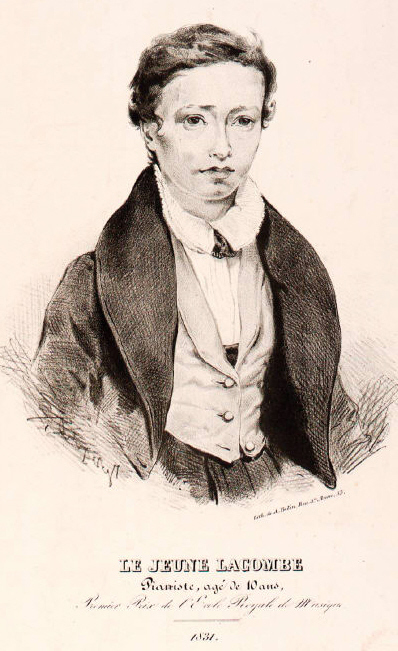
Портрет 1831 года

Проведя в Вене несколько лет и совершив после этого продолжительную гастрольную поездку по Германии, Лакомб вернулся в Париж в 1840 году. Со временем его интересы смещались из области исполнительства в сторону композиции; он также написал ряд статей о музыке, публиковавшихся в парижской периодике и составивших посмертно изданный том «Философия и музыка» (фр. Philosophie et musique; 1896).
Творческое наследие Лакомба включает несколько опер, из которых наиболее значительной считается поздняя опера «Винкельрид» (о герое борьбы за независимость Швейцарии Арнольде Винкельриде; 1881, поставлена 1892), кантату «Сафо», впервые исполненную на Всемирной выставке 1878 года в Париже, две симфонии, увертюру «Mitternacht» и много пьес для фортепиано.
Его вторая жена, Андреа Лакомб (урождённая Фавель), певица, издала в Париже учебник пения под заглавием «La science du mécanisme vocal et l’art du chant».